# Mieczysław Wyżeł-Ścieżyński
Mieczysław Roman Wyżeł-Ścieżyński (ur. 1 stycznia 1895 w Samborze, zm. 10 czerwca 1956) – pułkownik dyplomowany piechoty Wojska Polskiego, kawaler Orderu Virtuti Militari.

## Życiorys
Urodził się 1 stycznia 1895 w Samborze. Był synem Władysława (nauczyciel, wieloletni profesor Seminarium Nauczycielskiego w Samborze, zm. 1938) i Anny z domu Odzieżyńskiej (zm. 1937). Miał brata Stanisława (1899–1920, legionista, poległy w wojnie polsko-bolszewickiej) i dwie siostry (nauczycielki gimnazjalne w Chełmnie).
Był członkiem Związku Strzeleckiego. W czasie I wojny światowej pełnił służbę w Legionach Polskich używając pseudonimu „Wyżeł”. 8 sierpnia 1914 roku w Miechowie objął dowództwo plutonu w 3 kompanii kadrowej Batalionu Kadrowego dowodzonej przez Wacława Wieczorkiewicza ps. „Scaevola”. W październiku 1914 roku był dowódcą IV plutonu 3 kompanii III batalionu dowodzonego przez ówczesnego majora Edwarda Rydza ps. „Śmigły”, a później oficerem 1 pułku piechoty.
W latach 1920–1922 był pierwszym polskim attaché wojskowym w Pradze. Z dniem 16 października 1922 roku przydzielony został do Oddziału II Sztabu Generalnego WP na stanowisko szefa Wydziału III. Z dniem 1 sierpnia 1923 roku został przydzielony do 81 pułku piechoty w Grodnie na stanowisko zastępcy dowódcy pułku. Od 3 listopada 1924 roku do 15 października 1925 roku był słuchaczem IV Kursu Doszkolenia Wyższej Szkoły Wojennej w Warszawie. Po ukończeniu kursu i otrzymaniu tytułu naukowego oficera Sztabu Generalnego przydzielony został do Dowództwa Okręgu Korpusu Nr X w Przemyślu na stanowisko szefa sztabu. W okresie od 31 maja do 10 listopada 1926 roku został przeniesiony służbowo do Dowództwa Okręgu Korpusu Nr V w Krakowie na stanowisko szefa sztabu. W listopadzie 1926 roku przeniesiony został do składu osobowego I Wiceministra Spraw Wojskowych i szefa Administracji Armii, na stanowisko szefa Biura Ogólno Administracyjnego w Warszawie. W styczniu 1928 roku mianowany został dowódcą piechoty dywizyjnej 22 Dywizji Piechoty Górskiej w Przemyślu. Z dniem 31 stycznia 1930 roku przeniesiony został w stan spoczynku. Po przejściu na emeryturę zatrudniony został na stanowisku dyrektora naczelnego Agencji Prasowej „Iskra”. W 1931 był sprawozdawcą parlamentarnym w Sejmie RP. Jako dziennikarz Agencji „Iskra” w Warszawie został w latach 1931–1934 akredytowany do Ligi Narodów. Był prezesem Związku Syndykatu Dziennikarzy Warszawskich, później prezesem Związku Dziennikarzy RP.
Po wybuchu II wojny światowej 5 września 1939 został zastępcą powołanego wówczas ministra propagandy Michała Grażyńskiego. Podczas wojny przebywał w Ośrodku Oficerskim w Cerizay. Po upadku Francji ewakuowany do Szkocji.
Był dwukrotnie żonaty: po raz pierwszy (od 1918) z Janiną z Kłuszyńskich. Po zmianie wyznania na ewangelicko-reformowane, został wyrokiem Jednoty Wileńskiej rozwiedziony w 1926 roku i poślubił w Warszawskim kościele ewangelicko-reformowanym Zdzisławę Sułkowską.

## Awanse
- podporucznik – 5 marca 1915
- porucznik – 1 listopada 1916
- kapitan –
- major –
- podpułkownik – 3 maja 1922 zweryfikowany ze starszeństwem z dniem 1 czerwca 1919 i 184. lokatą w korpusie oficerów piechoty
- pułkownik – 16 marca 1927 ze starszeństwem z dniem 1 stycznia 1927 i 13. lokatą w korpusie oficerów piechoty

## Ordery i odznaczenia
- Krzyż Srebrny Orderu Wojskowego Virtuti Militari nr 4354 (3 lutego 1922)[16][17]
- Krzyż Komandorski Orderu Odrodzenia Polski (10 listopada 1933)[18]
- Krzyż Niepodległości (12 marca 1931)[19]
- Krzyż Walecznych (czterokrotnie)[17][12]
- Złoty Krzyż Zasługi (10 listopada 1928)[20][17][12]
- Medal Pamiątkowy za Wojnę 1918–1921[17][12]
- Złoty Wawrzyn Akademicki (5 listopada 1938)[11]
- Medal Dziesięciolecia Odzyskanej Niepodległości[17][12]
- Odznaka za Rany i Kontuzje[21]
- Odznaka „Za wierną służbę”[21]
- Odznaka „Znak Pancerny”